# Neotribalismo
Il neotribalismo è una corrente di pensiero che sostiene che le tribù umane svolgono un ruolo importante nel governare e nel sostenere il comportamento sociale umano. I neotribalisti tendono spesso ad imitare i popoli indigeni nell'organizzare piccoli gruppi di persone da diverse famiglie in modi più stretti di quelli richiesti dallo stato-nazione o dalla cultura più ampia.
I critici del movimento, compresi alcuni popoli indigeni, potrebbero considerare i neotribalisti come "intrusi" o "pirati" della cultura nativa che cercano di diluirne la sovranità o minacciare il rispetto per le culture indigene in generale. Asseriscono che i neotribalisti non imitano i popoli indigeni, ma piuttosto imitano le proprie fantasie su di essi, per scopi di credibilità o pubblicità o altro.
Una espressione importante di questo movimento è la tendenza verso gli eco-villaggi. Anche molti sostenitori della democrazia bioregionale e del movimento pacifista sono neotribalisti, poiché i gruppi condividono ideali comuni.